# Широка-Поляна
Широка-Поляна (болг. Широка поляна) — село в Болгарии. Находится в Хасковской области, входит в общину Хасково. Население составляет 194 человека.

## Политическая ситуация
В местном кметстве Широка-Поляна, в состав которого входит Широка-Поляна, должность кмета (старосты) исполняет Юри Бонев Борисов (Движение за права и свободы (ДПС)) по результатам выборов правления кметства.
Кмет (мэр) общины Хасково — Георги Иванов Иванов (коалиция партий: партия «Родина», демократический союз «Радикалы») по результатам выборов в правление общины.